# Boris Novković
Boris Novković (srb. cr. Борис Новковић; Sarajevo, 25 dicembre 1967) è un cantante e compositore croato.
Nel 2005, dopo la vittoria alle selezioni nazionali, rappresenta la Croazia all'Eurovision con la canzone "Vukovi Umiru Sami".

## Discografia
- 1986 - Kuda idu izgubljene djevojke...
- 1987 - Jači od sudbine
- 1988 -  Dok svira radio
- 1989 -  Obojeni snovi
- 1991 -  100X –
- 1993 -  Struji struja
- 1995 -  U dobru i u zlu
- 1995 - The best of Boris
- 1997 -  Sve gubi sjaj bez ljubavi
- 1999 -  Branim se
- 2000 -  Direkt
- 2002 -  'Ko je kriv
- 2003 -  The best of 1995-2003
- 2004 -  Ostvaren san
- 2005 -  Ostvaren san
- 2007 -  Mojih prvih 20 Live
- 2008 -  Zapisan u tebi